# Calloides yunnanensis
Calloides yunnanensis är en skalbaggsart som beskrevs av Zhang och Chen 2006. Calloides yunnanensis ingår i släktet Calloides och familjen långhorningar. Inga underarter finns listade.